# Com o Amor Nasceu o Ódio
Road House (bra/prt: Com o Amor Nasceu o Ódio) é um filme estadunidense de 1948, dos gêneros policial e drama de ação, dirigido por Jean Negulesco para a 20th Century Fox. 
A atriz protagonista Ida Lupino interpreta a conhecida canção de Johnny Mercer "One for My Baby (and One More for the Road)", além de "Again", de autoria de Dorcas Cochran (letra) e Lionel Newman (música), apresentada nesse filme.

## Elenco
- Ida Lupino...Lily Stevens
- Cornel Wilde...Pete Morgan
- Celeste Holm...Susie Smith
- Richard Widmark...Jefty Robbins
- O.Z. Whitehead...Arthur
- Robert Karnes...Mike
- George Beranger...Lefty
- Ian MacDonald...capitão da Polícia

## Sinopse
Pete Morgan e Jefferson "Jefty" Robbins são amigos de infância e administram juntos um bar e boliche de beira de estrada, próxima da fronteira com o Canadá, herdada por Jefty após retornar da guerra. Certo dia, Jefty volta de Chicago acompanhado da cantora Lily Stevens, a quem contratara e tentava conquistar. Peter não gosta e tenta fazer com Lily desista do emprego, achando que a moça vai ser enganada por Jefty como outras no passado. Mas Lily está determinada a cumprir o contrato além de, secretamente, se sentir atraída por Pete. Em outra ausência de Jefty, Pete e Lily iniciam um relacionamento e contam para o outro na volta, que não aceita a "traição" e se revela um perigoso assassino psicótico que passa a ameaçar a vida do casal.

## Recepção
O escritor Spencer Selby qualifica o filme de (traduções livres) "melodrama interessante que tem o forte visual dos anos quarenta e constrói lentamente um clímax ao estilo noir".
O crítico de cinema Blake Lucas afirma que o filme "impressiona primeiramente pela afiada troca de diálogos entre os personagens e pela bizarra decoração dos interiores" referindo-se ao ambiente do bar que alterna do moderno ao rústico.